# Turó de Roquetes
El Turó de Roquetes és una muntanya de 304 metres que es troba al municipi de Barcelona, a la comarca del Barcelonès. Al seu peu hi ha el barri de Roquetes (Nou Barris).